# Ernestia rubra
Ernestia rubra är en tvåhjärtbladig växtart som beskrevs av August Adriaan Pulle. Ernestia rubra ingår i släktet Ernestia och familjen Melastomataceae. Inga underarter finns listade i Catalogue of Life.